# Binari senza tempo
Binari senza tempo (italienisch für Zeitlose Bahnstrecken) ist ein Projekt der Fondazione FS Italiane, mit dem sie seit 2014 zwölf stillgelegte Bahnstrecken für den Tourismus reaktiviert hat.

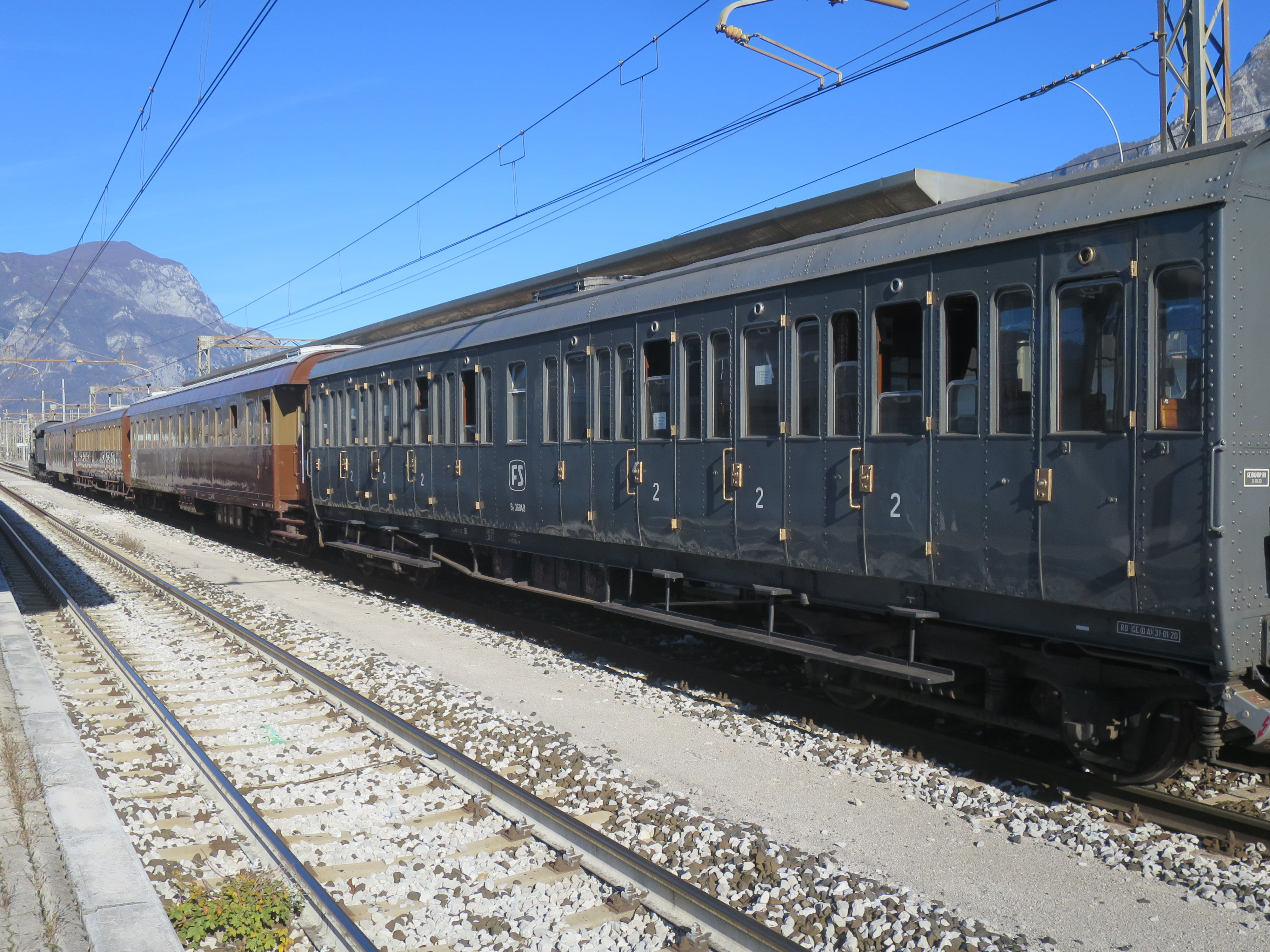
Historischer Zug der Associazione Museo-Stazione Trieste Campo Marzio auf der Pedemontana-Bahn im Bahnhof Gemona

## Konzept
Es handelt sich insgesamt um etwa 600 Streckenkilometer, die zumeist für den öffentlichen Personen- und Güterverkehr nicht mehr genutzt werden, aber aus touristischer Perspektive interessant sind, etwa aufgrund der Landschaft, die sie durchqueren. Ziel ist es, die Gebiete, die die Strecken durchqueren, aufzuwerten und langsamen und nachhaltigen Tourismus zu fördern. Aufgrund des Gesetzes Nr. 128 vom 9. August 2017 wurde der betriebsfähige Erhalt der Strecken als Ziel gesetzlich festgeschrieben. Dies geschieht zum einen durch das Gesetz selbst. Die Liste der dort festgeschriebenen Strecken kann aber auch nach einem im Gesetz festgelegten Verfahren durch Rechtsverordnung des italienischen Verkehrsministers um weitere Eisenbahnstrecken erweitert werden. Alle diese Strecken können für touristische Nutzung ausgewiesen und hergerichtet werden, sofern die Finanzierung sichergestellt ist. Bei allen Strecken handelt es sich um stillgelegte Strecken oder solche, auf denen der Verkehr eingestellt wurde. Sie müssen sich durch einen besonderen kulturellen, landschaftlichen, touristischen oder cinematografischen Wert auszeichnen. Bei so klassifizierten Strecken besteht ein öffentliches Interesse an deren Erhalt. Die Eisenbahninfrastruktur kann für die Zwecke des Gesetzes – bei Finanzierungsvorbehalt – in Wert gesetzt werden.

## Strecken
Die nachfolgend gelisteten Strecken sind normalspurig ausgeführt, soweit das nicht anders vermerkt ist. Bereits reaktiviert oder in entsprechender Vorarbeit sind:
| Bezeichnung                        | Strecke                                      | in Wikipedia                                                                                               | Wieder- eröffnung | Region                         | Länge in km | Anmerkung |
| ---------------------------------- | -------------------------------------------- | --- | ----------------- | ------------------------------ | ----------- | --- |
| Sebino-Bahn                        | Palazzolo sull’Oglio–Paratico-Sarnico        | Bahnstrecke Palazzolo–Paratico                                                                             | 2014              | Lombardei                      | 09,8        | |
| Val d’Orcia-Bahn                   | Asciano–Monte Antico                         | | 2014              | Toskana                        | 051,3       | |
| „Transiberiana d’Italia“ () in den | Sulmona–Carpinone                            | | 2014              | Abruzzen und Molise            | 134,4       | |
| Bahn der Tempel                    | Agrigent–Porto Empedocle                     | Bahnstrecke Palermo–Agrigento/Porto Empedocle (Teilstrecke)                                                | 2014              | Sizilien                       | 09,3        | Die Bezeichnung der Strecke nimmt Bezug auf die im UNESCO-Welterbe „Archäologische Stätten von Agrigent“ gelegenen antiken Tempel im Archäologischen Park „Tal der Tempel“, an deren Fuß die Strecke entlang führt. |
| Valsesia-Bahn                      | Vignale–Varallo                              | | 2015              | Piemont                        | 050,8       | |
| Tanaro-Bahn                        | Ceva–Ormea                                   | Bahnstrecke Ceva–Ormea                                                                                     | 2016              | Piemont                        | 035,4       | Ab dem 1. Januar 2025 war das Eisenbahnverkehrsunternehmen Arenaways beauftragt, die Strecke wieder im Regionalverkehr zu betreiben. Dies erfolgte jedoch zunächst nicht.                                           |
| Irpinia-Bahn                       | Avellino–Rocchetta Sant’Antonio-Lacedonia    | Bahnstrecke Avellino–Rocchetta Sant’Antonio                                                                | 2016              | Kampanien, Basilicata, Apulien | 118,4       | |
| Sannio-Bahn                        | Benevento–Bosco Redole                       | Bahnstrecke Benevento–Campobasso (Teilstrecke)                                                             | 2017              | Kampanien, Molise              | 066,3       | |
| Pedemontana-Bahn                   | Gemona del Friuli–Sacile                     | Bahnstrecke Gemona del Friuli–Sacile                                                                       | 2018              | Friaul-Julisch Venetien        | 074,1       | Der Abschnitt zwischen Maniago und Sacile wird auch vom ÖPNV befahren. Die Strecke ist damit die einzige aus dem Projekt Binari senza tempo, auf der das der Fall ist.                                              |
| Langhe- und Monferrato-Bahn        | Asti–Castagnole delle Lanze–Nizza Monferrato | Bahnstrecke Alessandria–Cavallermaggiore, Bahnstrecke Asti–Castagnole delle Lanze beide in Teilabschnitten | 2018              | Piemont                        | 043,7       | |
| Sub-Appenninen-Bahn                | Fabriano–Pergola                             | | 2021              | Marken                         | 031,6       | |
| Untere Monferrato-Bahn             | Asti–Chivasso                                | Bahnstrecke Chivasso–Asti                                                                                  | 2022              | Piemont                        | 051,3       | |
| Murge-Bahn                         | Rocchetta Sant’Antonio–Gioia del Colle       | | in Vorbereitung   | Apulien                        | 139,3       | |

Aufgrund des Gesetzes Nr. 128 vom 9. August 2017 sind in dem Programm Binari senza tempo noch die nachfolgenden Strecken zu ertüchtigen:
| Strecke                           | in Wikipedia                                                                             | Region    | Länge in km | Anmerkung                               |
| --------------------------------- | ---------------------------------------------------------------------------------------- | --------- | ----------- | --------------------------------------- |
| Cosenza–San Giovanni in Fiore     | Bahnstrecke Pedace–San Giovanni in Fiore und Bahnstrecke Cosenza–Catanzaro (Teilstrecke) | Kalabrien | 074,1       | Spurweite 950 mm                        |
| Mandas–Arbatax                    | Bahnstrecke Mandas–Arbatax                                                               | Sardinien | 159,4       | Spurweite 950 mm                        |
| Isili–Sorgono                     | Bahnstrecke Isili–Sorgono                                                                | Sardinien | 083,1       | Spurweite 950 mm                        |
| Sassari–Palau Marina              | Bahnstrecke Sassari–Palau                                                                | Sardinien | 150,2       | Spurweite 950 mm                        |
| Macomer–Bosa                      | Bahnstrecke Macomer–Bosa                                                                 | Sardinien | 036,6       | Spurweite 950 mm                        |
| Alcantara–Randazzo                | Bahnstrecke Alcantara–Randazzo                                                           | Sizilien  | 037,0       |                                         |
| Castelvetrano–Porto Palo di Menfi | Bahnstrecke Castelvetrano–Porto Empedocle (Teilstrecke)                                  | Sizilien  | 022,1       | Spurweite 950 mm                        |
| Noto–Pachino                      | Bahnstrecke Noto–Pachino                                                                 | Sizilien  | 027,1       | Seit 2022 Bauarbeiten zur Reaktivierung |
| Civitavecchia–Orte                |                                                                                          | Latium    | 082,5       |                                         |
| Fano–Urbino                       |                                                                                          | Marken    | 048,7       |                                         |